# Port lotniczy Aguni
Port lotniczy Aguni (IATA: AGJ, ICAO: RORA) – port lotniczy położony w Aguni, w prefekturze Okinawa, w Japonii.